# Prionolabis politissima
Prionolabis politissima là một loài ruồi trong họ Limoniidae. Chúng phân bố ở miền Tân bắc.